# Geological Society of London

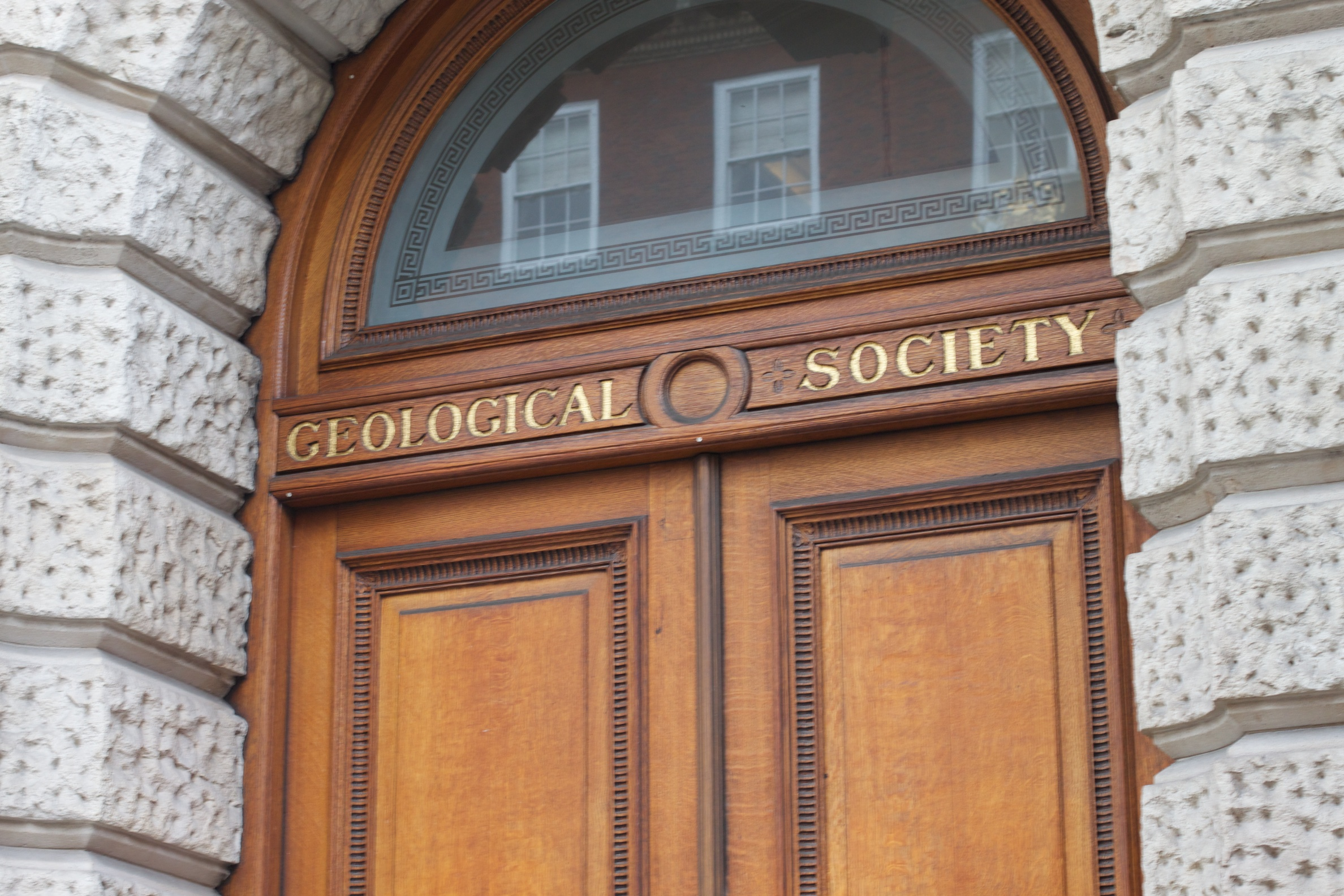
Eingangstüre der Geological Society

Die Geological Society of London ist eine in Großbritannien ansässige Gelehrtengesellschaft, deren Ziel es ist, die „mineralische Struktur der Erde zu erforschen“. Es ist die älteste Geologische Gesellschaft der Welt mit über 12 000 Mitgliedern (Fellow of the Geological Society, abgekürzt FGS).

## Geschichte
Die Gesellschaft wurde 1807 von 13 Personen gegründet, deren Ziel es ursprünglich war, sich einmal monatlich zu einem Dinner zu versammeln, bei dem man geologische Informationen austauschte. Unter den prominenten Gründungsmitgliedern waren William Babington, Humphry Davy, James Parkinson und George Greenough. Bereits 1825 erhielt diese Gesellschaft die Royal Charter durch Georg IV. und damit die offizielle Anerkennung. 1839 umfasste die Gesellschaft bereits 750 Mitglieder.
Seit 1874 residiert die Gesellschaft im Burlington House, Piccadilly, London. Sie ist ein Mitglied des britischen Science Council sowie akkreditiert als Recognised Overseas Professional Organisation.

## Auszeichnungen
Seit 1831 vergibt die Gesellschaft einmal jährlich eine Auszeichnung für wissenschaftliche Leistungen auf dem Gebiet der Geologie, die Wollaston-Medaille. Seit 1871 vergibt sie ferner die Murchison-Medaille, seit 1876 die Lyell-Medaille, seit 1877 die Bigsby Medal, seit 1903 die Prestwich Medal und seit 1988 die Sue Tyler Friedman Medal.

## Liste der Präsidenten
- 1807–1813: George Bellas Greenough
- 1813–1815: Henry Grey Bennet
- 1815–1816: William Blake
- 1816–1818: John MacCulloch
- 1818–1820: George Bellas Greenough
- 1820–1822: Spencer Compton
- 1822–1824: William Babington
- 1824–1826: William Buckland
- 1826–1827: John Bostock
- 1827–1829: William Henry Fitton
- 1829–1831: Adam Sedgwick
- 1831–1833: Roderick Impey Murchison
- 1833–1835: George Bellas Greenough
- 1835–1837: Charles Lyell
- 1837–1839: William Whewell
- 1839–1841: William Buckland
- 1841–1843: Roderick Impey Murchison
- 1843–1845: Henry Warburton
- 1845–1847: Leonard Horner
- 1847–1849: Henry Thomas de la Bèche
- 1849–1851: Charles Lyell
- 1851–1853: William Hopkins
- 1853–1854: Edward Forbes
- 1854–1856: William John Hamilton
- 1856–1856: Daniel Sharpe
- 1856–1858: Joseph Ellison Portlock
- 1858–1860: John Phillips
- 1860–1862: Leonard Horner
- 1862–1864: Andrew Crombie Ramsay
- 1864–1866: William John Hamilton
- 1866–1868: Warington Wilkinson Smyth
- 1868–1870: Thomas Henry Huxley
- 1870–1872: Joseph Prestwich
- 1872–1874: George Douglas Campbell, 8. Duke of Argyll
- 1874–1876: John Evans
- 1876–1878: Peter Martin Duncan
- 1878–1880: Henry Clifton Sorby
- 1880–1882: Robert Etheridge
- 1882–1884: John Whitaker Hulke
- 1884–1886: Thomas George Bonney
- 1886–1888: John Wesley Judd
- 1888–1890: William Thomas Blanford
- 1890–1892: Archibald Geikie
- 1892–1894: Wilfred Hudleston Hudleston
- 1894–1896: Henry Woodward
- 1896–1898: Henry Hicks
- 1898–1900: William Whitaker
- 1900–1902: Jethro Justinian Harris Teall
- 1902–1904: Charles Lapworth
- 1904–1906: John Edward Marr
- 1906–1908: Archibald Geikie
- 1908–1910: William Johnson Sollas
- 1910–1912: William Whitehead Watts
- 1912–1914: Aubrey Strahan
- 1914–1916: Arthur Smith Woodward
- 1916–1918: Alfred Harker
- 1918–1920: George William Lamplugh
- 1920–1922: Richard Dixon Oldham
- 1922–1924: Albert Charles Seward
- 1924–1926: John William Evans
- 1926–1928: Francis Arthur Bather
- 1928–1930: John Walter Gregory
- 1930–1932: Edmund Johnston Garwood
- 1932–1934: Thomas Henry Holland
- 1934–1936: John Frederick Norman Green
- 1936–1938: Owen Thomas Jones
- 1938–1940: Henry Hurd Swinnerton
- 1940–1941: Percy George Hamnall Boswell
- 1941–1943: Herbert Leader Hawkins
- 1943–1945: William George Fearnsides
- 1945–1947: Arthur Elijah Trueman
- 1947–1949: Herbert Harold Read
- 1949–1950: Cecil Edgar Tilley
- 1950–1951: Owen Thomas Jones
- 1951–1953: George Martin Lees
- 1953–1955: William Bernard Robinson King
- 1955–1956: Walter Campbell Smith
- 1956–1958: Leonard Hawkes
- 1958–1960: Cyril James Stubblefield
- 1960–1962: Sydney Ewart Hollingworth
- 1962–1964: Oliver Meredith Boone Bulman
- 1964–1966: Frederick William Shotton
- 1966–1968: Kingsley Charles Dunham
- 1968–1970: Thomas Neville George
- 1970–1972: William Alexander Deer
- 1972–1974: Thomas Stanley Westoll
- 1974–1976: Percy Edward Kent
- 1976–1978: Wallace Spencer Pitcher
- 1978–1980: Percival Allen
- 1980–1982: Edward Howel Francis
- 1982–1984: Janet Vida Watson
- 1984–1986: Charles Hepworth Holland
- 1986–1988: Bernard Elgey Leake
- 1988–1990: Derek John Blundell
- 1990–1992: Anthony Leonard Harris
- 1992–1994: Charles David Curtis
- 1994–1996: Stephen Sparks
- 1996–1998: Richard Frederick Paynter Hardman
- 1998–2000: Robin Cocks
- 2000–2002: Ronald Oxburgh
- 2002–2004: Mark Moody-Stuart
- 2004–2006: Peter Styles
- 2006–2008: Richard Fortey
- 2008–2010: Lynne Frostick
- 2010–2012: Julian Patrick Bryan Lovell
- 2012–2014: David Thomas Shilston
- 2014–2016: David Manning
- 2016–2018: Malcolm Brown
- seit 2018: Nick Rogers